# لولا بونس
لولا بونس (بالإسبانية: Lola Ponce) هي عارضة ومغنية وممثلة أرجنتينية، ولدت في 25 يونيو 1979 في الأرجنتين. من الجوائز التي نالتها مهرجان سانريمو الموسيقي.

## جوائز
- مهرجان سانريمو الموسيقي

## وصلات خارجية
- لولا بونس على موقع IMDb (الإنجليزية)
- لولا بونس على موقع ميوزك برينز (الإنجليزية)
- لولا بونس على موقع أول ميوزيك (الإنجليزية)
- لولا بونس على موقع ديسكوغز (الإنجليزية)
- لولا بونس على موقع قاعدة بيانات الفيلم (الإنجليزية)